# Hydrogenophilaceae
Die Hydrogenophilaceae bilden eine Familie von gramnegativen Bakterien innerhalb der Proteobacteria. Es ist die einzige Familie der Klasse der Hydrogenophilalia und wird hier zu der Ordnung Hydrogenophilales gestellt.

## Merkmale
Die Zellen von Bakterien der Gattung Hydrogenophilus sind stäbchenförmig, gewöhnlich 2 bis 3 µm lang und weisen einen Durchmesser von 0,5 µm auf. Sie wachsen bei rund 50 °C und sind aerob. Sie sind als fakultativ chemolithoautotroph (vergleiche Stoff- und Energiewechsel) zu kennzeichnen, das heißt, sie sind in der Lage, Energie aus anorganischen Stoffen zu gewinnen und dabei anorganische Verbindungen als Kohlenstoff-Quelle zu nutzen. So können sie ihre Energie aus der Oxidation von Wasserstoff (Knallgasreaktion) beziehen. Darauf bezieht sich auch der Gattungsname, lateinisch hydrogenium ‚Wassererzeuger‘ (verweist auf das Element Wasserstoff) und altgriechisch φίλος phílos, deutsch ‚liebend‘, also „Wasserstoff-liebend“. Als Kohlenstoff-Quelle verwenden sie dann Kohlenstoffdioxid.
Vertreter der Gattung Tepidiphilus sind ebenfalls moderat thermophil, beispielsweise wurde Tepidiphilus margaritifer aus einem bei 60 °C betriebenen Faulbehälter zur Nachbehandlung von aerob erzeugtem Klärschlamm isoliert. Es handelt sich um stäbchenförmige Bakterien, die unter anaeroben Bedingungen wachsen können und dabei Nitrat als Elektronenakzeptor verwenden, vergleiche Denitrifikation. Als Reservestoff werden in der Zelle Polyhydroxybuttersäure-Granula eingelagert.

## Systematik
Die Klasse Hydrogenophilalia wurde 2017 von Boden et al. vorgeschlagen, damit verbunden war die Zuordnung der Gattung Thiobacillus (ehemals in der Ordnung Hydrogenophilales) zur Ordnung Nitrosomonadales. Damit ist die Ordnung Hydrogenophilales monotypisch mit der Familie Hydrogenophilaceae.
In der Familie der Hydrogenophilaceae sind folgende Gattungen zusammengefasst (Stand 2020):
- Hydrogenophilus Hayashi et al. 1999, die Typusart
- Tepidiphilus Manaia et al. 2003

Petrobacter Bonilla Salinas et al. 2004 ist das heterotypische Synonym von Tepidiphilus Manaia et al. 2003.